# دیژی پلازا
دیژی پلازا (انگلیسی: Deji Plaza) ساختمان تجاری ۷ طبقه مستقر در شهر نانجینگ، جیانگسو، چین است.